# هولس (نبراسكا)
هولس (بالإنجليزية: Howells, Nebraska)‏ هي منطقة سكنية تقع في الولايات المتحدة في مقاطعة كولفاكس، نبراسكا. يقدر عدد سكانها بـ 561 نسمة ومساحتها 1.50 كم2 وترتفع عن سطح البحر 445 متر.

## التركيبة السكانية
قام مكتب تعداد الولايات المتحدة بتحديد بيانات التركيبة السكانية لهولس في تعداد الولايات المتحدة. في ما يلي، التركيبة السكانية حسب تعدادي 2000 و2010.

### تعداد عام 2000
بلغ عدد سكان هولس 632 نسمة بحسب تعداد عام 2000، وبلغ عدد الأسر 281 أسرة وعدد العائلات 182 عائلة مقيمة في القرية. في حين سجلت الكثافة السكانية 1,126.8 نسمة لكل ميل مربع (435.1/كم2). وبلغ عدد الوحدات السكنية 307 وحدة بمتوسط كثافة قدره 547.3 نسمة لكل ميل مربع (211.3/كم2).
وتوزع التركيب العرقي للقرية بنسبة 97.78% من البيض و 0.16% من الأمريكيين الأصليين و 0.47% من الأمريكيين ذوي الأصول الآسيوية و 0.79% من عرقين مختلطين أو أكثر.
بلغ عدد الأسر 281 أسرة كانت نسبة 27.4% منها لديها أطفال تحت سن الثامنة عشر تعيش معهم، وبلغت نسبة الأزواج القاطنين مع بعضهم البعض 56.2% من أصل المجموع الكلي للأسر، ونسبة 6.0% من الأسر كان لديها معيلات من الإناث دون وجود شريك، وكانت نسبة 34.9% من غير العائلات. تألفت نسبة 33.1% من أصل جميع الأسر من أفراد ونسبة 23.5% كانوا يعيش معهم شخص وحيد يبلغ من العمر 65 عاماً فما فوق. وبلغ متوسط حجم الأسرة المعيشية 2.87، أما متوسط حجم العائلات فبلغ 2.25.
بلغ العمر الوسطي للسكان 43 عاماً. وكانت نسبة 25.0% من القاطنين تحت سن الثامنة عشر، وكانت نسبة 3.5% بين الثامنة عشر والأربعة وعشرون عاماً، ونسبة 24.2% كانت واقعةً في الفئة العمرية ما بين الخامسة والعشرون حتى والأربعة وأربعون عاماً، ونسبة 20.3% كانت ما بين الخامسة والأربعون حتى الرابعة والستون، يوجد لكل 100 أنثى 84.8 ذكر، ويوجد لكل 100 أنثى في الثامنة عشر من عمرها فما فوق 82.3 ذكر.
بلغ متوسط دخل الأسرة في القرية 33,750 دولار، أما متوسط دخل العائلة فبلغ 40,000 دولار. وكان متوسط دخل الذكور 25,417 دولار مقابل 20,000 دولار للإناث. وسجل دخل الفرد الخاص بالقرية 17,433 دولار. وكانت نسبة 1.6% من العائلات ونسبة 6.0% من السكان تحت خط الفقر، وكان من هؤلاء نسبة 4.0% تحت سن الثامنة عشر ونسبة 11.4% في الخامسة والستين من العمر وما فوق.

### تعداد عام 2010
بلغ عدد سكان هولس 561 نسمة بحسب تعداد عام 2010، وبلغ عدد الأسر 244 أسرة وعدد العائلات 154 عائلة مقيمة في القرية. في حين سجلت الكثافة السكانية 967.2 نسمة لكل ميل مربع (373.4/كم2). وبلغ عدد الوحدات السكنية 290 وحدة بمتوسط كثافة قدره 500.0 لكل ميل مربع (193.1/كم2).
وتوزع التركيب العرقي للقرية بنسبة 97.0% من البيض و 0.5% من الأمريكيين الأصليين و 0.4% من الأمريكيين ذوي الأصول الآسيوية و 0.4% من سكان جزر المحيط الهادئ و 1.6% من عرقين مختلطين أو أكثر.
بلغ عدد الأسر 244 أسرة كانت نسبة 27.5% منها لديها أطفال تحت سن الثامنة عشر تعيش معهم، وبلغت نسبة الأزواج القاطنين مع بعضهم البعض 55.3% من أصل المجموع الكلي للأسر، ونسبة 4.1% من الأسر كان لديها معيلات من الإناث دون وجود شريك، بينما كانت نسبة 3.7% من الأسر لديها معيلون من الذكور دون وجود شريكة وكانت نسبة 36.9% من غير العائلات. تألفت نسبة 34.4% من أصل جميع الأسر من أفراد ونسبة 18.5% كانوا يعيش معهم شخص وحيد يبلغ من العمر 65 عاماً فما فوق. وبلغ متوسط حجم الأسرة المعيشية 2.97، أما متوسط حجم العائلات فبلغ 2.30.
بلغ العمر الوسطي للسكان 44.9 عاماً. وكانت نسبة 23.9% من القاطنين تحت سن الثامنة عشر، وكانت نسبة 5.4% بين الثامنة عشر والأربعة وعشرون عاماً، ونسبة 21% كانت واقعةً في الفئة العمرية ما بين الخامسة والعشرون حتى والأربعة وأربعون عاماً، ونسبة 25.7% كانت ما بين الخامسة والأربعون حتى الرابعة والستون، ونسبة 24.1% كانت ضمن فئة الخامسة والستون عاماً فما فوق. وتوزع التركيب الجنسي للسكان بنسبة 49.2% ذكور و50.8% إناث.